# Chartocerus philippiae
Chartocerus philippiae är en stekelart som först beskrevs av Jean Risbec 1957.  Chartocerus philippiae ingår i släktet Chartocerus och familjen långklubbsteklar. Inga underarter finns listade i Catalogue of Life.